# MTVアンプラグド (マライア・キャリーのアルバム)
『MTVアンプラグド』 (MTV Unplugged) はマライア・キャリーが1992年6月2日にリリースしたライヴ・アルバム。発売当時の邦題は『ヴィジョン・オブ・ライヴ』であった。

## 解説
同年3月に行われたMTVアンプラグドの模様を収録したライヴ・アルバム。
全米のアルバムチャートBillboard 200では最高位3位、57週チャート入りした。

## 収録曲
1. エモーションズ - Emotions
2. イフ・イッツ・オーヴァー - If It's Over
3. サムデイ - Someday
4. ヴィジョン・オブ・ラヴ - Vision of Love
5. メイク・イット・ハップン - Make It Happen
6. アイル・ビー・ゼア - I'll Be There
7. キャント・レット・ゴー - Can't Let Go

## チャート成績
| チャート（1992年）               | 最高順位 |
| -------------------------------- | -------- |
| アメリカ（Billboard Hot 100）    | 3        |
| イギリス（全英アルバムチャート） | 3        |